# Novi Slankamen
Novi Slankamen (en serbe cyrillique : Нови Сланкамен) est une localité de Serbie située dans la province autonome de Voïvodine. Elle fait partie de la municipalité d'Inđija dans le district de Syrmie (Srem). Au recensement de 2011, elle comptait 2 994 habitants.
Novi Slankamen, officiellement classé parmi les villages de Serbie, est une communauté locale, c'est-à-dire une subdivision administrative, de la municipalité d'Inđija. Son nom signifie « le nouveau Slakamen », pour le distinguer du village voisin de Stari Slankamen ; le nom de Slankamen lui-même signifie « la pierre salée ».

## Géographie

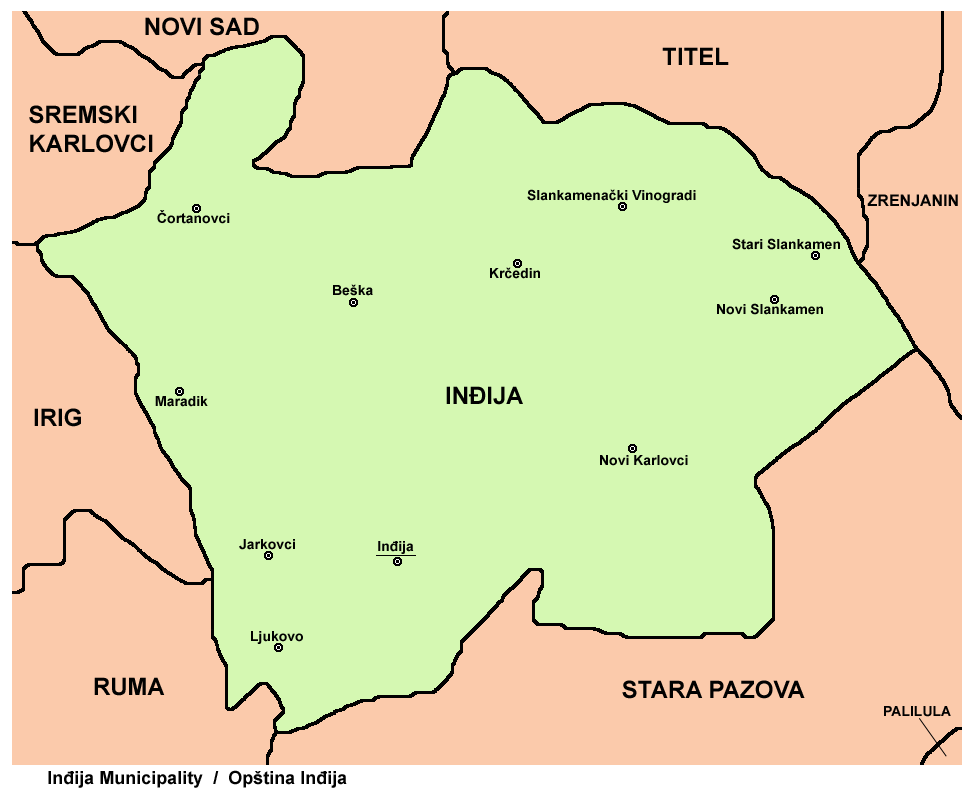
Localisation de Novi Slankamen dans la municipalité d'Inđija

Novi Slankamen se trouve dans la région de Syrmie, sur la rive du Danube. Le village se trouve à environ 15 kilomètres à l'est d'Inđija, le centre administratif de la municipalité.

## Histoire
Avant le début des années 1990 et les migrations provoquées par les guerres en Yougoslavie, la population de Novi Slankamen était composée de 66 % de Croates et de 31 % de Serbes. Pendant les guerres de Yougoslavie, les Croates de Novi Slankamen et d'autres localités alentour se réfugièrent en Croatie, en Europe de l'Ouest, en Amérique du Nord et en Australie. Parallèlement, des réfugiés serbes venus de Croatie, de Bosnie-Herzégovine et du Kosovo vinrent s'y installer à leur place[réf. nécessaire].

## Démographie

### Évolution historique de la population
| 1948  | 1953  | 1961  | 1971  | 1981  | 1991  | 2002  | 2011  |
| ----- | ----- | ----- | ----- | ----- | ----- | ----- | ----- |
| 4 190 | 4 095 | 3 791 | 3 472 | 3 210 | 2 977 | 3 455 | 2 994 |

|  |

### Données de 2002
Pyramide des âges (2002)
En 2002, l'âge moyen de la population était de 40,6 ans pour les hommes et 44,9 ans pour les femmes.
Répartition de la population par nationalités (2002)
En 2002, les Serbes représentaient 79,7 % de la population et les Croates 15,7 %.

### Données de 2011
En 2011, l'âge moyen de la population était de 45,2 ans, 43,2 ans pour les hommes et 47,2 ans pour les femmes.

## Culture
L'association culturelle et éducative croate Stjepan Radić a été créée en 1902, ce qui en fait la plus ancienne association culturelle croate de Voïvodine ; elle a son siège dans la Maison croate.

## Économie
L'économie de la localité est fondée sur l'agriculture (vergers, vignes). La coopérative fruitière Slankamenka a été créée en 2006.

## Tourisme
L'église Saint-Michel de Novi Slankamen a été construite en 1862 ; elle est inscrite sur la liste des monuments culturels de grande importance de la république de Serbie ; cette église catholique relève du diocèse de Syrmie.

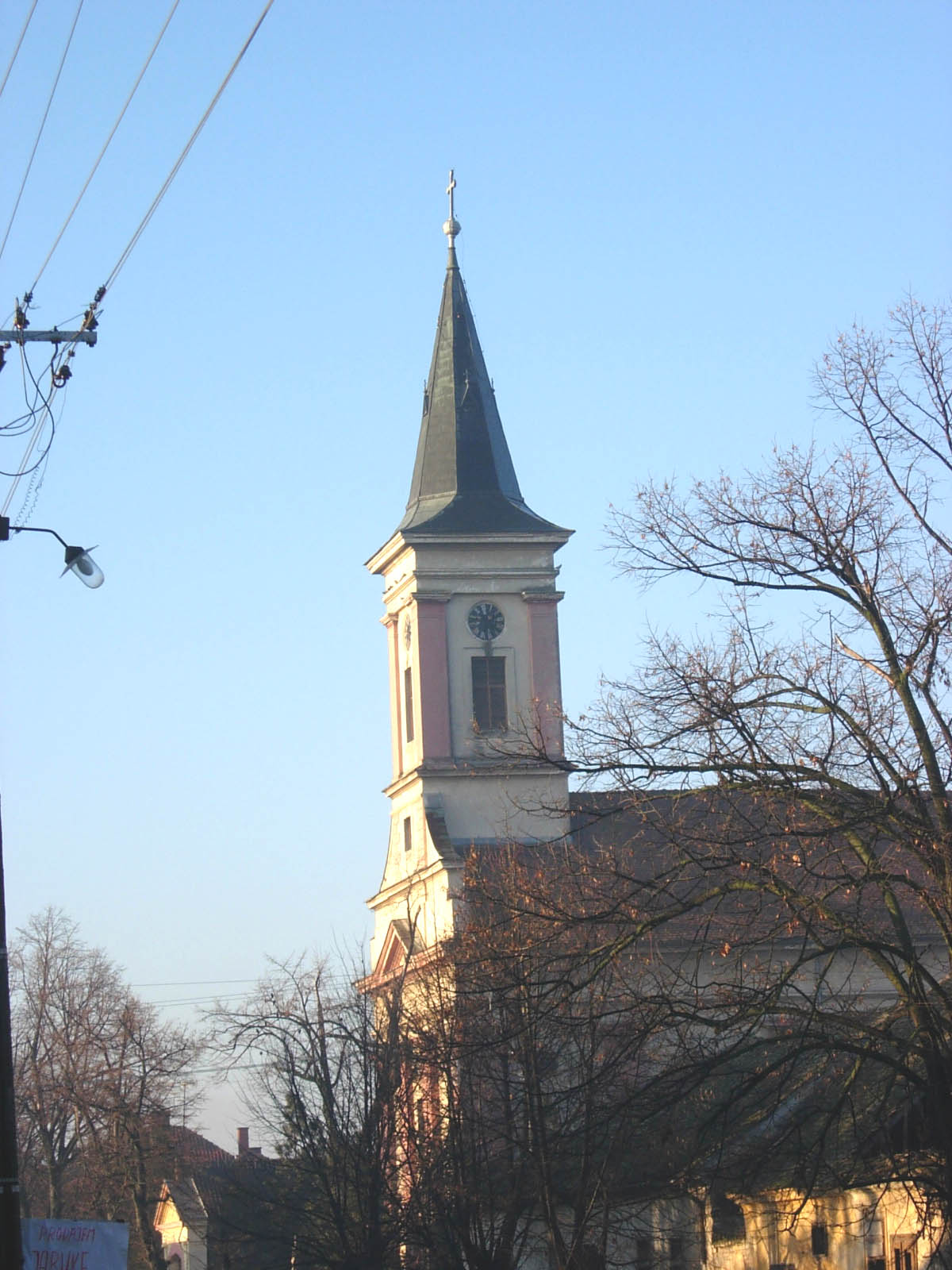
L'église catholique Saint-Michel de Novi Slankamen